# Jüdische Gemeinde Saint-Dié-des-Vosges
Die Jüdische Gemeinde in Saint-Dié-des-Vosges, einer französischen Stadt im Département Vosges in Lothringen, besteht seit dem 19. Jahrhundert.

## Geschichte

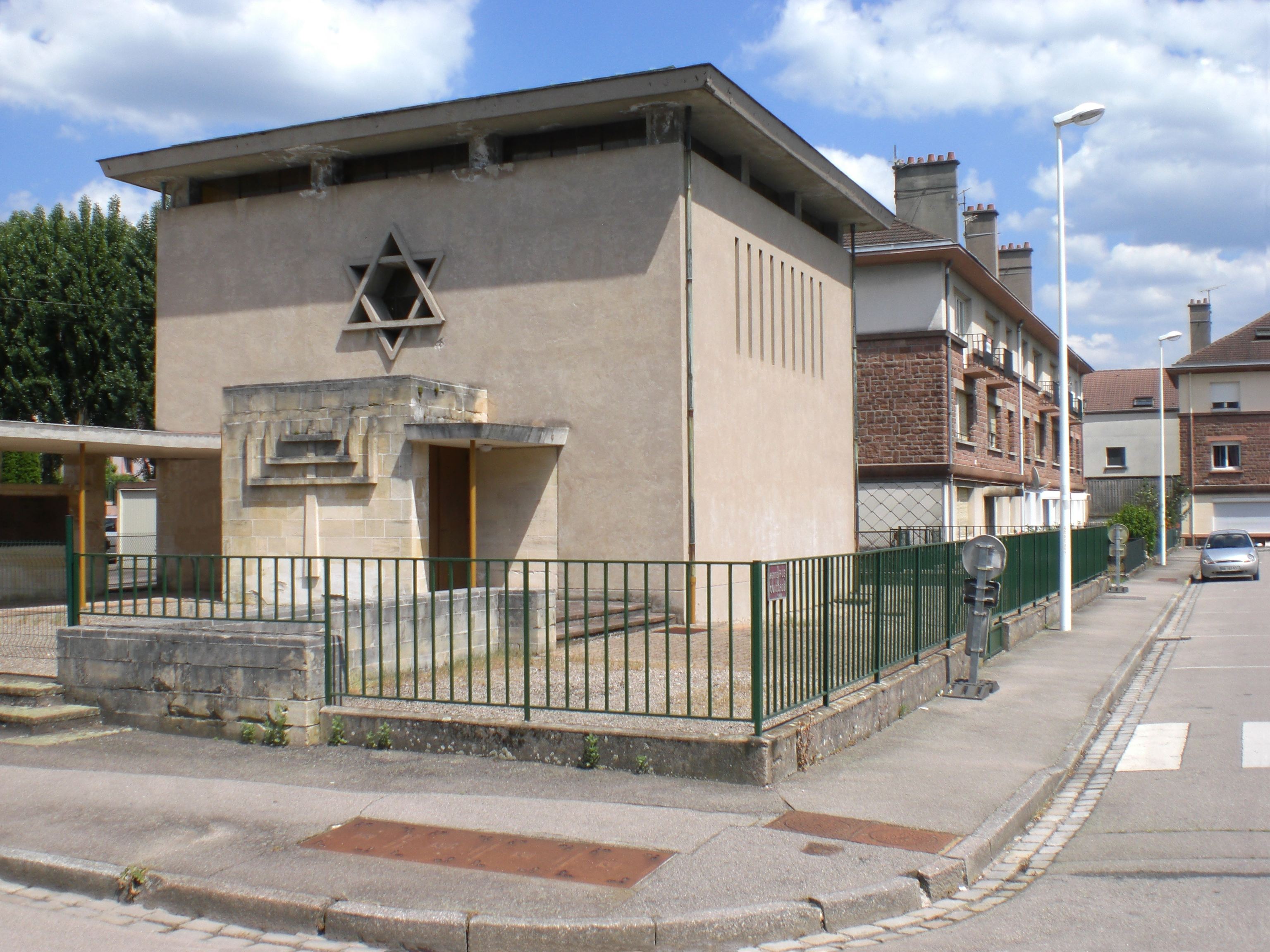
Synagoge Saint-Dié-des-Vosges in der Rue de l’Evêché

Die jüdische Gemeinde von Saint-Dié-des-Vosges entstand im 19. Jahrhundert. 1943 und 1944 wurden die jüdischen Bewohner von Saint-Dié-des-Vosges von den deutschen Besatzern deportiert und ermordet.
Im November 1944 wurde die 1862 erbaute Synagoge von Saint-Dié-des-Vosges in Brand gesteckt und völlig zerstört. Ebenso wurden 75 % der Gebäude der Stadt von den sich zurückziehenden deutschen Truppen in Schutt und Asche gelegt. 1956 wurde in der Rue de l’Evêché eine neue Synagoge errichtet, in der heute noch der Gottesdienst stattfindet.

## Friedhof
Auf dem kommunalen Friedhof von Saint-Dié-des-Vosges befindet sich ein großer Bereich für die Bestattung der örtlichen Juden. Hier ist auch der Großrabbiner Abraham Bloch (1859–29. August 1914), der Rabbiner in Remiremont war, bestattet.